# Twoje Imperium
Twoje Imperium – wydawany przez Wydawnictwo Bauer od 1995 roku tygodnik skierowany głównie do kobiet ze średnim wykształceniem. Pismo jest magazynem ilustrowanym, które stawia sobie za cel inteligentną rozrywkę, skupiając się na plotkach z życia gwiazd i sławnych ludzi, wywiadach oraz poradnikach dla kobiet. W każdym z numerów magazynu można jeszcze znaleźć krzyżówki. Prowadzi się także różne konkursy dla czytelniczek. Redaktorem naczelnym tygodnika jest Barbara Kowol.

## Stałe rubryki
- Aktualności
- Seriale
- Światowe życie
- Rozrywka
- Kulinaria
- Finanse
- Prawo
- Zdrowie
- Uroda
- Moda